# 栃木コミュニティ放送
栃木コミュニティ放送（とちぎコニュニティほうそう）は、かつて栃木県栃木市をサービスエリアとして開局を予定していたコミュニティ放送局。1993年（平成5年）に栃木市および県内の企業・団体などが出資して設立されたが、開局は実現しなかった。
予備免許が交付され、コールサインは「JOZZ3AA-FM」が割り当てられていた。愛称は「FM蔵の街」としており、実現すれば関東地方初のコミュニティFMラジオ放送となるはずであった。
しかし翌1994年（平成6年）、経済的な問題により、開局することなく（本免許されることなく）、予備免許を返納した。これは予備免許までされながら開局しなかったコミュニティFM放送局として日本初の事例となった。これにより同年に会社も清算された。
栃木コミュニティ放送の開局頓挫により、ケーブルテレビ株式会社を運営母体とする「とちぎシティエフエム・FMくらら」が2015年（平成27年）11月3日に正式開局するまで、栃木県は日本で唯一のコミュニティFM空白県という状況が続いていた。ただし「FMくらら」は、正式開局前の同年9月9日から9月11日にかけて発生した平成27年9月関東・東北豪雨に伴い、当時実施していた試験放送と同じ周波数・送信所を使った「とちぎさいがいエフエム」としてプレ開局している。